# 제이크 비아노
제이크 비아노(Jacob Ray Viano, 1973년 9월 4일 ~ )는 쌍방울 레이더스에서 뛰었던 전 야구선수다. 1993년 콜로라도 로키스에 지명된 후 주로 더블A나 트리플A에서 뛰었다. 1999년 쌍방울 레이더스에 입단하여 쌍방울 레이더스의 역사상 첫 외국인 선수가 되었다. 1999시즌 당시 전반기는 평범한 모습이었으나 후반기에 무너지며 28경기 3승 3패 7.06의 평균자책점에 그쳤다. 이후 독립리그에서 뛰다가 1999년을 끝으로 은퇴했다. 현재는 야구 학원에서 일하고 있다.

## 같이 보기
- 1999년 쌍방울 레이더스 시즌